# Peter Rostrup Bøyesen
Peter Rostrup Bøyesen (født 16. januar 1882 i Varde, død 23. november 1952 i København) var en dansk kunstmaler.

## Opvækst, uddannelse og tidlig karriere
Peter Rostrup Bøyesen kom som otteårig til København, og som sekstenårig kom han i malerlære. På Teknisk Skole forberedte han sig til kunstakademiet, hvor han dog kun var elev kort tid, inden han skiftede til Zahrtmanns malerskole, hvor han blev til 1904. Året efter forsøgte han at få nogle værker optaget på Charlottenborg, men blev afvist. I stedet blev de vist på en udstilling af afviste værker, hvor de vakte en vis opmærksomhed. På Charlottenborgs forårsudstilling i 1906 blev Bøyesen repræsenteret med to malerier, og museet købte Udkanten af Nørrebro, som han havde malet året forinden. Billedets motiv var et ungt arbejderpar i den voksende storbys nye arbejderkvarter.
I årene efter viste Bøyesen efterhånden en klar socialt engageret retning i sine værker og gik dermed i samme retning som Aksel Jørgensen, idet han malede en række motiver fra hovedstadens mindre positive side. I årene 1913-1915 malede han en række billeder af russiske og polske flygtninges liv i det indre København, blandt andet Polakdreng med kande (1913) og To små russerinder (1915), der nu findes på Fåborg Museum.

## Etableret kunstner
Peter Rostrup Bøyesen udstillede 1907-1911 og 1913 på Den frie og fra 1915 jævnligt på Grønningen, som han var med til at stifte. Hans værker er også vist på udstillinger i både Danmark og udlandet. Han har haft flere separatudstillinger i Kunstforeningen. I 1912 var på sin første udenlandsrejse til Paris, i 1922 var han på en længere studietur i Tyskland, Italien og Paris, og i 1924 var han i Holland og Belgien.
I perioden 1910-1919 underviste Peter Rostrup Bøyesen som assistent ved kunstakademiet, hvor eleverne holdt meget af ham. Da han i 1920 ikke fik et professorat, strejkede eleverne, hvilket var noget af en skandale på denne tid i den ret konservative institution. I stedet oprettede han en privat tegneskole, hvor mange vordende kunstnere fik den første undervisning. 1924-1931 var han medlem af akademirådet.
Fra 1920'erne fokuserer han efterhånden på portrætter og landskaber. Nordsjælland var hans foretrukne sted at male landskaber, hvor han mange gange brugte en pastos teknik inspireret af impressionismen. Han malede flere selvportrætter og portrætter af fx professor Henry Ussing (1947) og redaktør Franz von Jessen (1947). Rostrup Bøyesen var med til at udsmykke Stærekassen (1929-1931) med nogle malerier i trapperummene. I 1935-1936 malede han for Københavns Kommunebibliotek, der holdt til i Nikolaj Kirke, med fresker i den socialrealistiske stil.
Rostrup Bøyesen er repræsenteret i en række museer i Danmark samt i Stockholm, Göteborg, Malmö og Helsingfors.
- Peter Rostrup Bøyesen,Cirkus Bech Olsen, 1919
- Parti fra Dragør, 1922
- Augustdag i Nivaa, 1929
- Fra Nivaa strand, 1933

## Familie
Han var søn af manufakturhandler, senere direktør for Hellebæk klædefabrik, Bøye Andreas Bøyesen (1852–1936) og Hedvig Rostrup (1854–1922). Han blev 17. september 1913 gift med Kitty Jensen (født 27. april 1889 på Frederiksberg, død 20. december 1977 i Stavnsholt). Han er far til Lars Rostrup Bøyesen, der blev kunsthistoriker og museumsdirektør.
Han ligger begravet på Holmens Kirkegård i København, hvor der blev sat en sten af elever.